# Мерцедес-Бенц EQA
„Мерцедес-Бенц EQA“ (Mercedes-Benz EQA) е модел електрически малки автомобили с повишена проходимост (сегмент J) на германската компания „Мерцедес-Бенц“, произвеждани в Ращат от 2021 година.
Базиран на модела „Мерцедес-Бенц GLA-класа“, адаптиран за електрическо задвижване, EQA има един или два електрически двигателя на предната или на двете оси.